# HV ESC '90
ESC '90 (voluit Elsloo-Stein Combinatie '90) is een handbalvereniging uit de gemeente Stein. De club is in 1990 opgericht uit een fusie tussen HV Haslou uit Elsloo en SHV '75 uit Stein.
In het seizoen 2018/2019 degradeerde het eerste damesteam uit de hoofdklasse. Sindsdien speelt geen enkel team van ESC '90 in een nationale competitie.